# 小行星25309
小行星25309（25309 Chrisauer）是一颗绕太阳运转的小行星，为主小行星带小行星。该小行星于1998年12月19日发现。

## 轨道参数
小行星25309的轨道半长轴为335 358 021 km，2.2416980 UA，离心率为0.163。